# 小行星6960
小行星6960（英語：6960）是一颗围绕太阳公转的小行星。1989年1月4日，罗伯特·H·麦克诺特在赛丁泉山发现了此天体。
这颗小行星的绝对星等为277.3664890726014等。